# 波蒂主教座堂

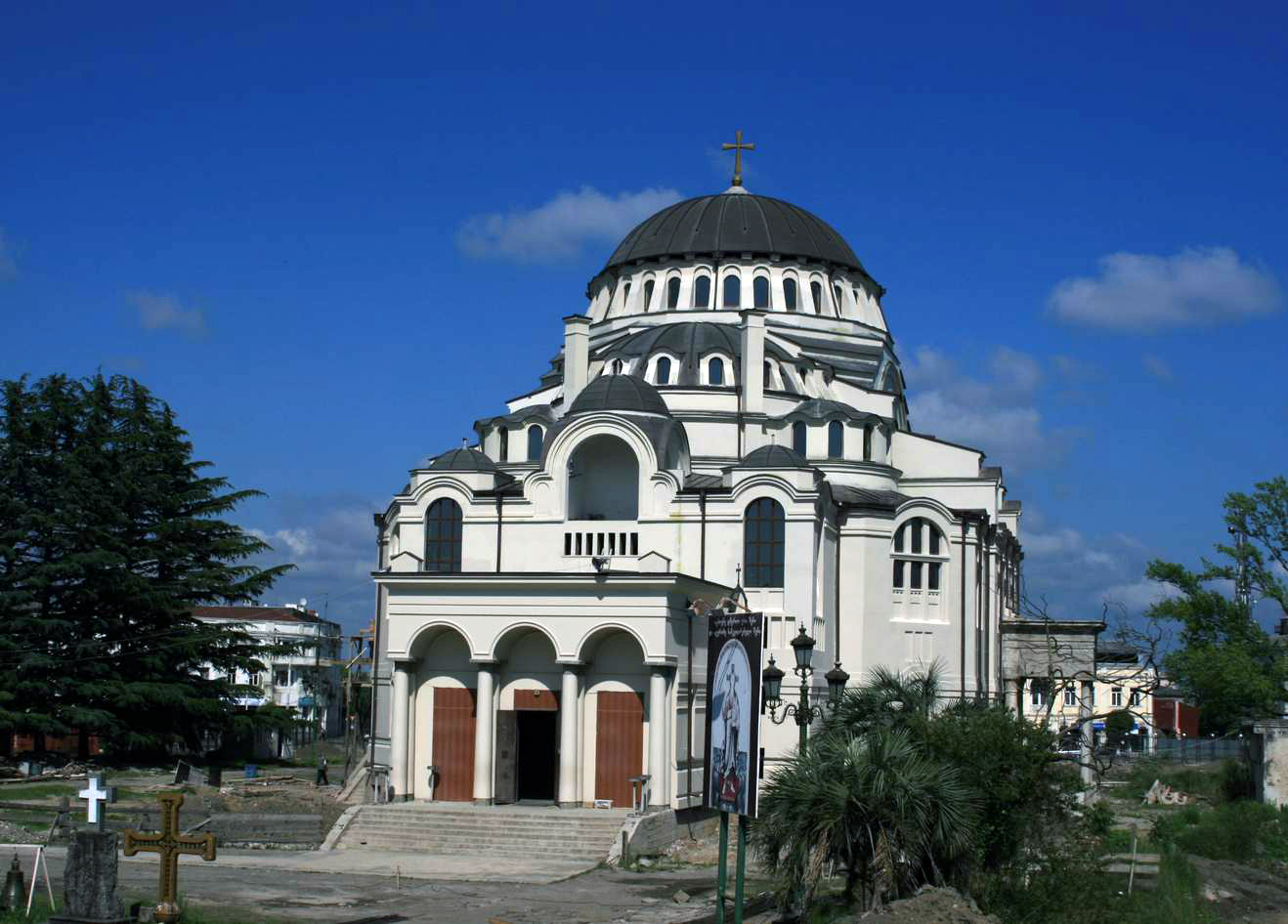
波蒂主教座堂

波蒂主教座堂是位於喬治亞城市波蒂的一座喬治亞正教會的主教座堂。波蒂主教座堂仿照土耳其伊斯坦布爾的聖索菲亞大教堂修建，修建於1906年至1907年，可以容納2000人。1923年，紅軍入侵喬治亞之後將教堂改為電影院。2005年，波蒂主教座堂恢復了其教堂功能。